# Джованнетти, Маттео
Маттео Джованнетти (итал. Matteo Giovannetti; упоминается в документах с 1322 по 1368 годы) — итальянский художник.

## Биография
Один из крупнейших представителей «авиньонской школы» XIV века, Джованнетти родился в Витербо, откуда происходила его семья, и где, согласно документу от 1336 года, он был настоятелем в церкви Сан Мартино. Имя Джованетти впервые упоминается в папском письме от 1322 года. В другом письме от 1328 года сообщается о назначении Маттео священником в церковь Св. Луки в Витербо. Документ подписанный папой Бенедиктом XII (1334—1342) в 1336 году сообщает о назначении Джованетти настоятелем в церкви Сан Мартино, а документ от 1348 года свидетельствует, что Маттео был назначен главным настоятелем Верселя в Провансе. В Авиньоне он впервые упоминается в 1343 году, когда вместе с итальянскими и французскими мастерами расписывал фресками башню Гард-Роб в папским дворце.
Авиньон с 1309 по 1377 год был папской резиденцией, в связи с чем там было развернуто обширное строительство дворцов и церквей. В этот период в город устремилось большое число художников из разных стран, и в смешении разных национальных традиций здесь зародился художественный стиль, который впоследствии получит название «авиньонская школа».
Фрески в башне Гард-Роб с изображениями охоты и рыбной ловли написаны в натуралистической манере, характерной для французской готики. Однако трактовка пространства апеллирует к итальянской культуре, известной в Провансе благодаря таким тосканским и сиенским художникам, как Мастер кодекса св. Георгия и, особенно, Симоне Мартини. Этих художников можно считать духовными предтечами французской живописи. Во фресках башни Гард-Роб довольно трудно определить руку Маттео, поэтому большинство специалистов предпочитает называть эти фрески «произведением неизвестного мастера».
Гораздо ярче художественная натура Маттео Джованнетти проявилась во фресках капеллы Сен Мартиаль в папском дворце (1344—1345), которые он исполнил самостоятельно или с помощниками. В них есть и последовательность рассказа, и яркие портреты. Эти фрески хорошо сохранились в отличие от других стенных росписей, созданных в этот период — в капелле Сен Мишель в папском дворце, и в Виильнёв-лез-Авиньоне, которые написаны по заказу Климента VI и Наполеоне Орсини. Кроме того, Джованнетти по заказу папы Климента VI расписал зал консистории в папском дворце, который был вскоре разрушен пожаром, а также исполнил фрески в капелле Иоанна Крестителя, сохранившиеся до наших дней. В этом же стиле Джованнетти расписал стены зала Гранд Одьенс (зал приемов), в котором господствовала большая фреска «Страшный суд», однако от этого ансамбля сохранился только фрагмент росписей на сводах с изображением «Двенадцати пророков и Сивиллы Эритрейской» (1352—1353). Это превосходное произведение, в котором созвездие пророков соседствует со звездами неба и ведет споры о священных текстах, выдержано в духе французской готики.
Джованнетти заметно выделялся среди других художников работавших при папском дворе, вероятно, что он не только работал кистью, но и был руководителем общих проектов росписей. Около 1355—1356 годов по заказу папы Иннокентия VI он исполняет фрески в капелле Иоанна Крестителя монастыря в Вилльнёв-лез-Авиньоне, в которых готическая повествовательность достигла удивительной свободы. Однако эти фрески погибли.
Маттео Джованнетти создал очень мало станковых произведений. Исследователи приписывают ему триптих «Мадонна со св. Гермагором и Фортунато» (Париж, частное собрание, и Венеция, Музей Коррер; другие части этого небольшого триптиха, известные по фотографиям, не сохранились), «Мадонну с младенцем» (Нью-Йорк, частное собрание), и «Распятие со святыми» (Витербо, Касса ди Риспаримо).
После долгого перерыва художник в 1365 году вновь поступает на папскую службу к Урбану V. Его работы этого периода исполненные для папского дворца (сцены из жизни св. Бенедикта, написанные в 1367 году на льняном полотне из 50 частей) не сохранились. Тогда же художник сопровождает Урбана V и его двор в Рим. В январе 1368 года он получает плату за работу в Ватикане; это последний известный документ, в котором упоминается его имя.

## Галерея

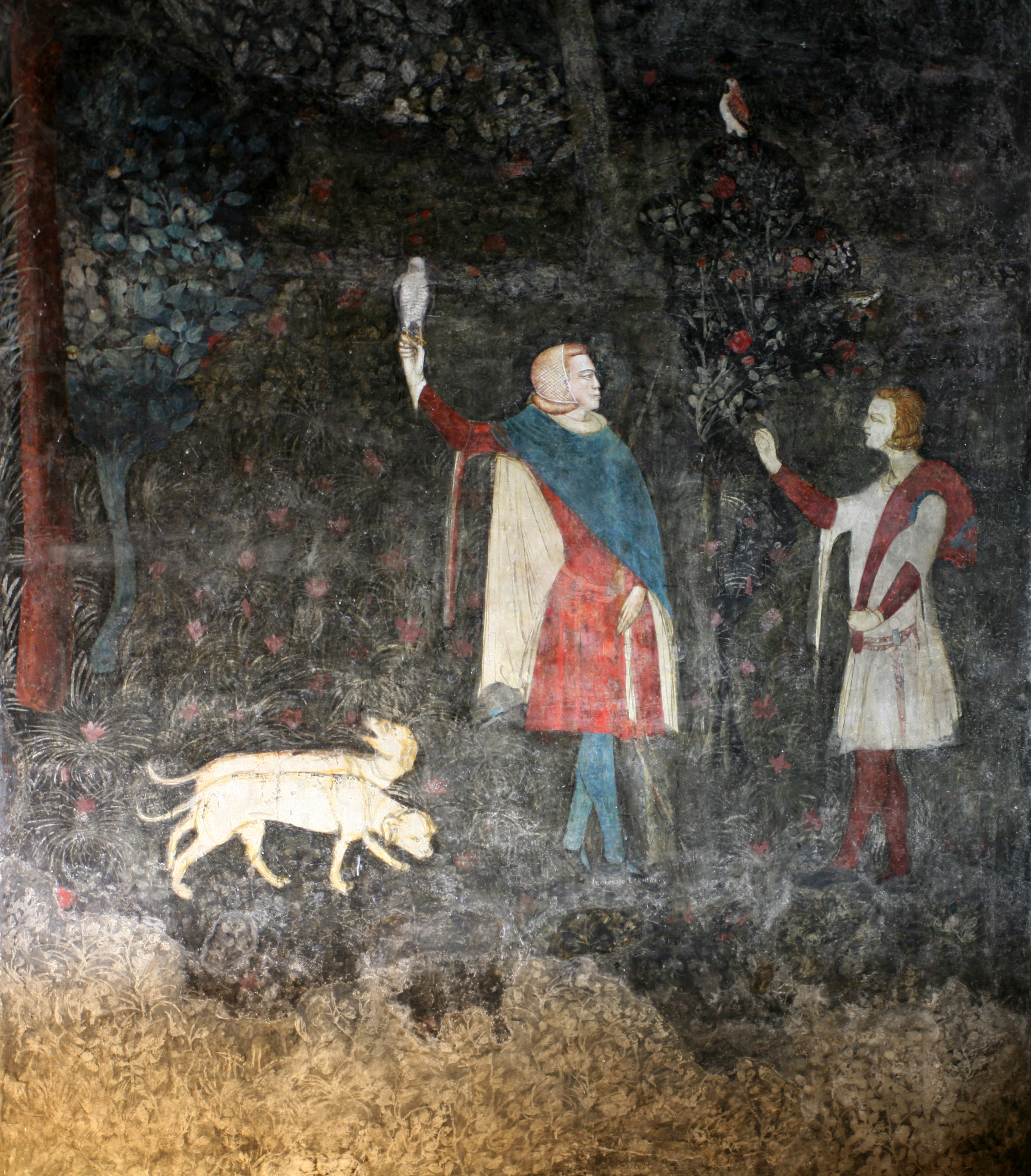
Сцена охоты, деталь. Фреска. Авиньон, башня Гард-Роб
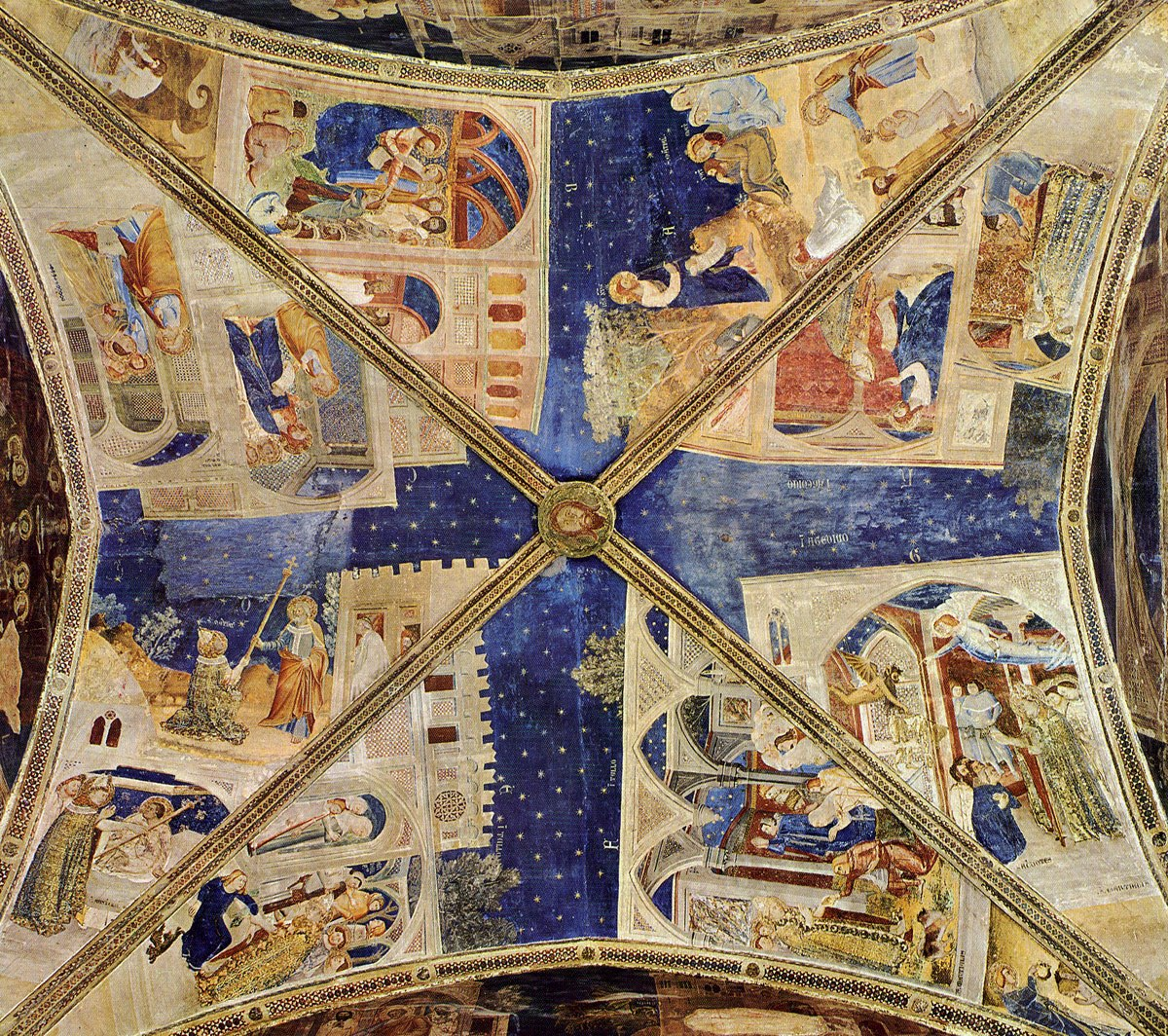
Фрески потолка капеллы Сен Мартиаль (1344—1345). Авиньон, папский дворец
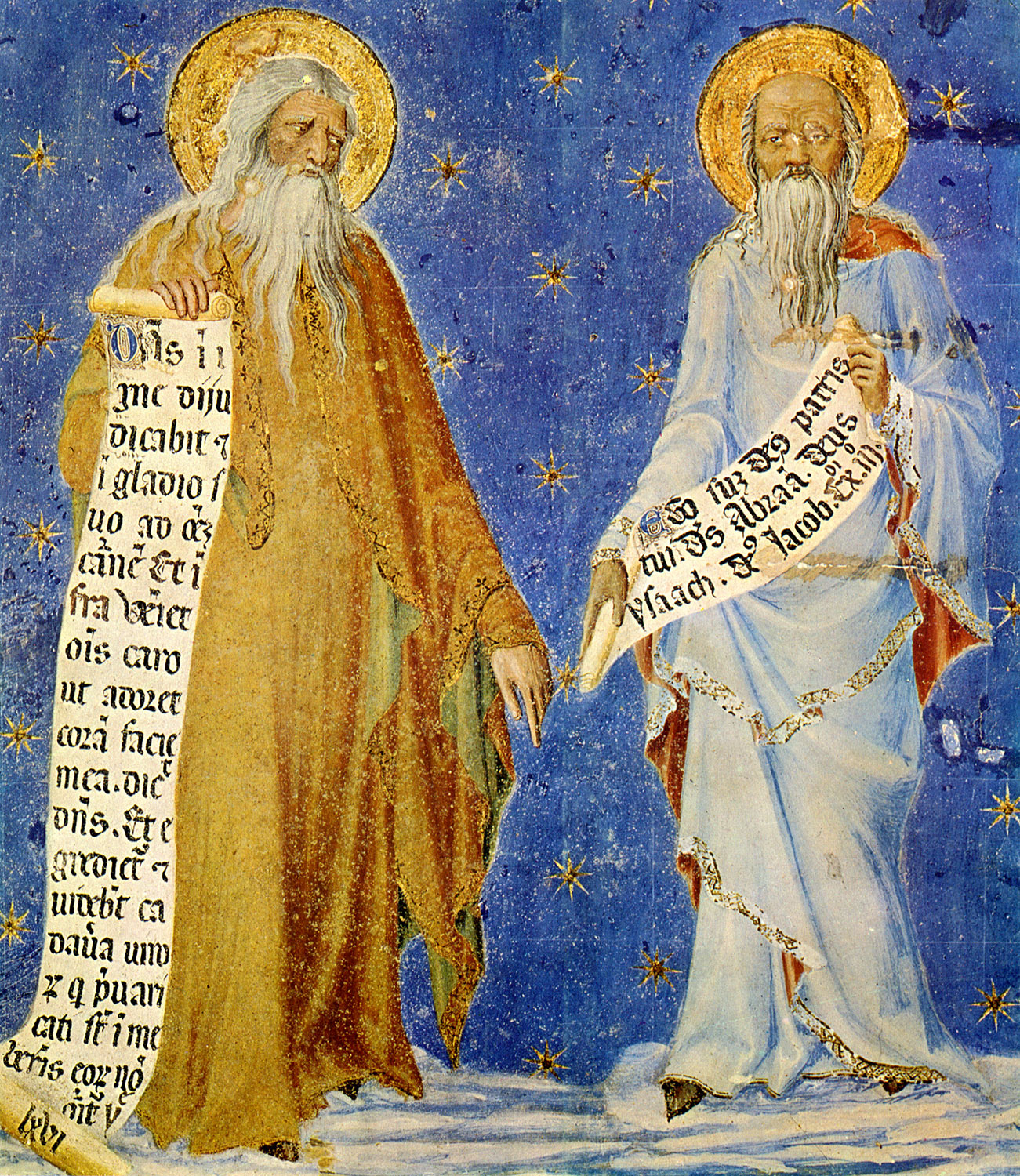
Исайя и Моисей. Фреска, деталь (1346). Авиньон, папский дворец, зал приёмов
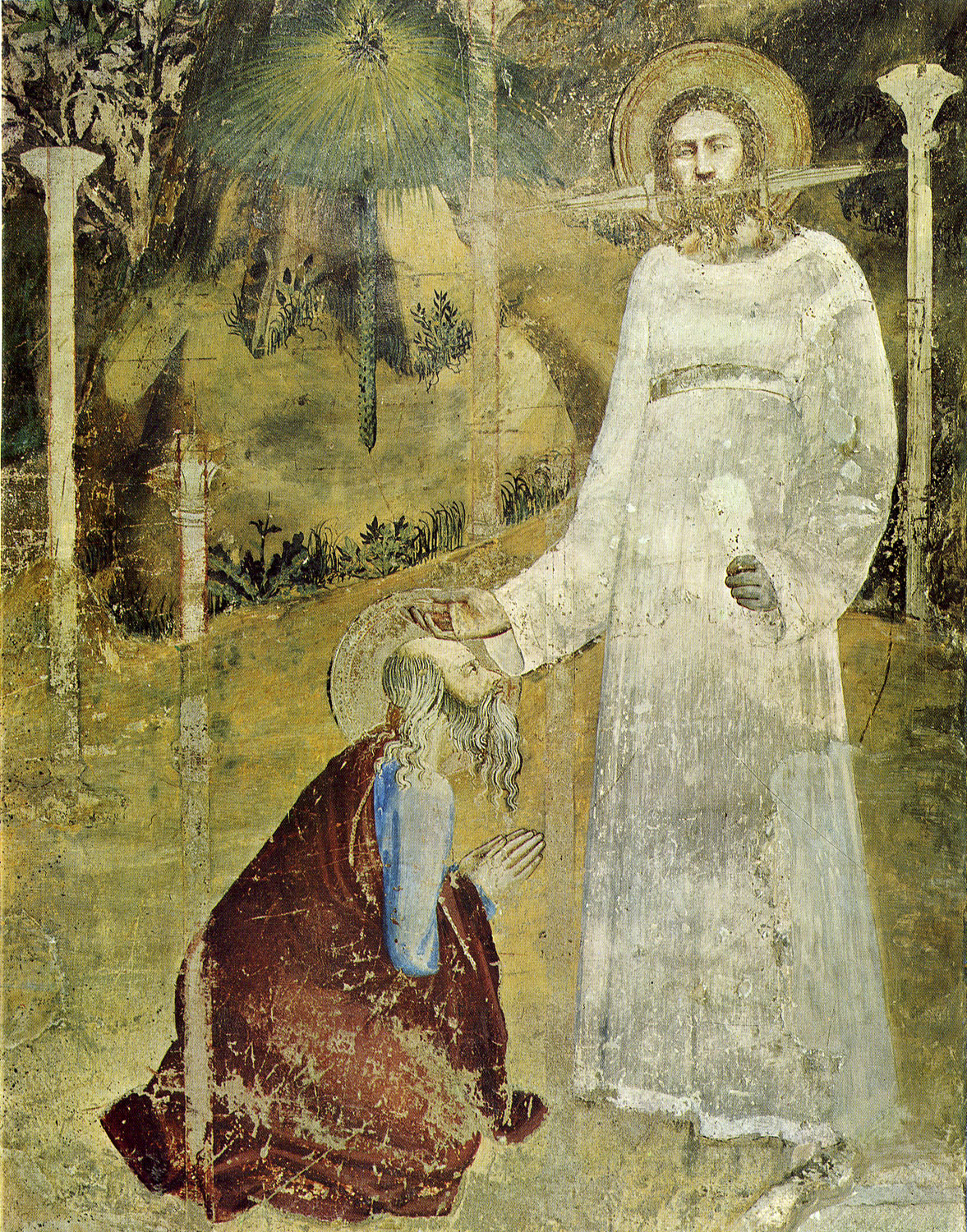
Видение св. Иоанна на Патмосе. Фреска (1344-46). Капелла Иоанна Крестителя. Авиньон, папский дворец.